# Portada/efemèride setembre 29
Ragna Nielsen
« 28 de setembre · 29 de setembre · 30 de setembre »